# بوایچی سایتو
بوایچی سایتو (انگلیسی: Buichi Saitō؛ ۲۷ ژانویهٔ ۱۹۲۵ – ژانویه ۲۰۱۱ (سن ۸۶)) کارگردان فیلم اهل ژاپن بود.